# عائلة قبعين
عائلة القبعين عائلة مسيحية ثرية من أصول  وأردنية. تتمتلك هذه العائلة شركات ومؤسسات في جميع أنحاء المنطقة وهي معنية أيضاً بصناعات الأثاث والخدمات المالية والطبية والهندسية.

## أصل التسمية
نشأ اسم قُبعين من الكلمة (العربية: قُبعَـتين) والتي تعني اثنين من أغطية الرأس. وقد أُعطيت هذه الرابطة للراعي حنا نصار الذي نشأ من مدينة السلط. حكاية الراعي تقول:
"ذات يوم كان حنا يرعى ماشيته في جبال عجلون عندما بدأ المطر يهطل بغزارة. قام حنا بصنع غطاءٍ للرأس من كيسين ولجأ إلى قرية عنجرة القريبة للاحتماء من المطر. سكان القرية الذين لا يعرفون اسمه عرفوه على أنه "أبو قبعين" وهو ما يترجم إلى "الرجل ذو القُبعَتين".
ذهب حنا إلى ثلاثة أبناء في مسقط رأسه الجديد عنجرة. وفي أوائل القرن التاسع عشر هاجرت العائلة بعد ذلك إلى الناصرة. وعاد إبراهيم الابن الأكبر في وقت لاحق إلى عنجرة حيث استقر. عاد عيد الابن الأصغر إلى مسقط رأس والده الأصلي في السلط. أما خليل الابن الأوسط بقي في الناصرة طيلة حياته. ينحدر أحفاد قُبعين من هؤلاء الأشقاء الثلاثة فقط."
كانت عائلة القُبعين من أوائل العائلات المسيحية التي عاشت في مدينة السلط.[بحاجة لمصدر]

## بارزون
- سليم هو مؤسس مجلة الأخاء الثقافية عام 1924 في القاهرة.
- نجيب هو أول رئيس أساقفة عربي في عام 1952 للكنيسة الأنجليكانية في إنجلترا في منطقة المشرق.
- الشُركي هو أول مهندس معماري حصل على تعليم جامعي في الأردن والذي شارك في تأسيس نقابة المهندسين الأردنيين عام 1953.
- عادل نجيب الذي تبرع بأموال للمساعدة في بناء كنيسة القديسة مريم للكنيسة الكاثوليكية في الناصرة عام 1984.

## مؤسسة قُبعين
قرر شيوخ الأسرة إنشاء مؤسسة تجمع الرسوم السنوية من الرجال العاملين المقيمين في الأردن أثناء حضورهم جنازة عيسى جريس في عام 1992.[بحاجة لمصدر] كان الأساس هو تخصيص الأموال لاحتياجات الجنازات العائلية. نمت المؤسسة لتصبح جمعية للأحداث الاجتماعية ودعاة للأفلام الوثائقية الرقمية للعائلة.[بحاجة لمصدر]
تم تحديد المسؤليين الفاعلين للمؤسسة في عام 2011 وهم: مكرم عادل، وفاضل جبرائيل قُبعين، وسامر فؤاد، وباسل قُبعين.

## صندوق الأمل
أسس فهيم عيسى قُبعين وزوجته نانسي صندوق الأمل عام 2000 مع جيرالدين بعد قراءة مقال لها في صحيفة «واشنطن بوست». ويقدم صندوق الأمل منحاً دراسية تسمح للطلبة الفلسطينيين المحتاجين بالالتحاق بالكليات والجامعات الأمريكية.